# Delma pax
Delma pax är en ödleart som beskrevs av  Arnold Girard Kluge 1974. Delma pax ingår i släktet Delma och familjen fenfotingar. Inga underarter finns listade i Catalogue of Life.
Arten förekommer i västra Australien. Den saknar extremiteter. Honor lägger ägg. Delma pax lever i nordvästra Western Australia. Den vistas i gräsmarker med växter av släktet Spinifex nära vattendrag. Exemplaren gömmer sig även i lövskiktet.
Beståndet hotas regionalt av landskapsförändringar. Hela populationen anses vara stabil. IUCN listar arten som livskraftig (LC).